# Millie Hughes-Fulford
Millie Elizabeth Hughes-Fulford (Mineral Wells, 21 december 1945 – San Francisco, 2 februari 2021) was een Amerikaans ruimtevaarder. In 1983 werd zij door NASA geselecteerd als astronaut. In 1991 ging zij met pensioen als astronaut.
Hughes-Fulford’s eerste en enige ruimtevlucht was de STS-40 met de spaceshuttle Columbia en vond plaats op 5 juni 1991. Tijdens de missie werden er verschillende experimenten gedaan in de Spacelab module.
Hughes-Fulford overleed in februari 2021 op 75-jarige leeftijd.
1. ↑  http://www.collectspace.com/news/news-020421a-millie-hughes-fulford-payload-specialist-obituary.html.